# Apolipoproteïne
Apolipoproteïnen zijn samengestelde complexen, bestaand uit eiwitten, lipiden (bijvoorbeeld cholesterol) en triglyceriden.
De eiwitten fungeren tevens als receptor of als co-enzym. De buitenkant is waterminnend, terwijl de binnenkant de (watervrezende) lipiden bevat. Op deze manier kunnen slecht oplosbare vetten toch in de bloedsomloop getransporteerd worden.
De naamgeving van apolipoproteïnen is gebaseerd op de dichtheid van de deeltjes. Oorspronkelijk werden deze deeltjes ook op basis van hun dichtheid van elkaar gescheiden door middel van ultracentrifuge. High-density-lipoproteïnen (HDL) zijn de kleinste deeltjes, intermediate-, low- (LDL) en very-low-density-lipoproteïnen zijn groter.